# Luis Santiago Luti
Luis Santiago Luti (* 25. Juli 1897 in Malagueño; † 30. Juli 1977 in Buenos Aires) war ein argentinischer Diplomat und Director Nacional de Ceremonial.

## Leben
Luis Luti war mit María de la Cruz Maytorena de Luti, einer Nichte von José María Maytorena verheiratet. Ihr Sohn ist William J. Luti. Luti wurde am 3. März 1919 unter Botschafter Tomás Le Breton an der Botschaft in Washington als Botschaftssekretär zweiter Klasse akkreditiert. Als Wohnort wurde The Hadleigh angegeben. Am 22. Dezember 1936 unterzeichnete Luis Luti einen Post-Vertrag (Postal Union of Americas and Spain) in Panama-Stadt. Ende Oktober 1942 telegrafierte der Agregado Cultural, Juan Carlos Goyeneche, über den Apparat des Auswärtigen Amtes des Deutschen Reichs, da Luti ein notorischer Gegner des Faschismus war.
Am 25. Februar 1943 informierte Luti das argentinische Außenministerium über eine Rede von Adolf Hitler anlässlich eines Jubiläums der Gründung der NSDAP. In dieser Rede bezog sich Hitler auf eine Schlacht gegen die weltweite Gefahr des Judentums und zeigte auf, dass dieser Kampf nicht durch die Zerstörung der arischen Rasse, sondern durch die Ausrottung des europäischen Judentums beendet würde.
Am 25. Juni 1943 schrieb Luti aus Berlin einen Bericht an den argentinischen Außenminister Segundo Storni über die rassistische Politik des Deutschen Reichs in den besetzten Gebieten. Er zeichnete den Weg auf, auf welchem die deportierten Juden und die jüdischen Bewohner Polens in ihren Ruin und ihre Vernichtung durch die Nazis gestoßen würden. Er erwähnte den Aufstand im Warschauer Ghetto und das Konzentrationslager Treblinka.
In dem Bericht mit der Nummer #275 berichtet Luti, dass nach der gewaltsamen Auflösung des Warschauer Ghettos, bei welcher die SS Verluste erlitt, die Deutschen große Anstrengungen auf die Liquidation der Gettos von kleinen Städten in den Provinzen verwenden würden. Von diesen Gettos würden die Juden deportiert. In seinem Schreiben nannte Luti die Gettos der Städte
Zaklików, Lublin, Zawichost, Biała Podlaska, Jędrzejów, Luków, Sokolów und Rawa Ruska. Als Quelle nannte Luti die Polska Agencja Telegraficzna in London. Es ist davon auszugehen, dass Luti über unmittelbare Quellen im Rahmen der Konsulararbeit der argentinische Botschaft in Berlin verfügte.
Am 25. November 1943 gab Luti einen Treffer auf die Botschaft Tiergartenstraße 9a bekannt. In Berlin wohnte Luti mit seiner Frau in einen Einzelzimmer im Hotel Adlon. Der Botschaftsbau Tiergartenstraße 9a (an der Ecke zur ehemaligen Regentstraße 1) wurde bis zum Herbst 1960 abgetragen. Die Akten der Botschaft ließ Wilhelm Faupel in das Ibero-Amerikanische Institut verbringen.
Nach dem Abbruch der diplomatischen Beziehungen zwischen Argentinien und dem Deutschen Reich am 27. Januar 1944 wurden die Botschaftsangehörigen in Baden-Baden interniert und konnten im September 1944 nach Schweden ausreisen.
Am 31. Dezember 1945 war Luis Luti stellvertretender Geschäftsführer der Pan American Union, einem Gremium, das nach dem Willen von Juan Perón keine Exekutive Gewalt bekommen sollte. Am 9. April 1946 war Luis S. Luti Geschäftsträger in Washington und unterzeichnete ein Weizenabkommen.
Am 20. April 1946, brachte Luti eine Kiste argentinische Erde an das Grab von Franklin D. Roosevelt auf dem Union Cemetery-Hyde Park Incorporated, 1076 Violet Ave, Hyde Park, NY 12538.
Am 25. Juli 1960 war Luis Luti Director Nacional de Ceremonial und übergab, nach der Extraordinary rendition von Adolf Eichmann, dem israelischen Botschafter in Argentinien Arieh Levavi den Laissez passer. Am 25. Juni 1962 wurde er zum Botschafter in Kapstadt ernannt. 1964 kehrte er in das Außenministerium zurück und übernahm die Leitung der Abteilung Nordamerika. Am 4. März 1966 wurde er zum Botschafter in Dublin ernannt, jedoch kehrte er noch im selben Jahr in das Außenministerium zurück, wo er in der Personalabteilung beschäftigt wurde. 1970 war Luis Luti Gesellschafter des Jockey Club Buenos Aires.
| Vorgänger                   | Amt                                                                                    | Nachfolger                                  |
| --------------------------- | -------------------------------------------------------------------------------------- | ------------------------------------------- |
| Federico M. Quintana        | Argentinischer Geschäftsträger in Mexiko-Stadt 27. April 1925 bis 4. Juni 1926         | Eduardo Labougle Carranza                   |
| Eduardo Labougle Carranza   | Argentinischer Geschäftsträger in Havanna 1937                                         | Raúl Aureliano Lynch y Frías                |
| Ricardo Olivera             | Argentinischer Geschäftsträger in Berlin 1942 bis 27. Januar 1944                      | Luis Herman Irigoyen                        |
| Oscar Ibarra García         | Argentinischer Geschäftsträger in Washington 21. September 1945 bis 20. September 1946 | Oscar Ivanissevich                          |
| Jacinto Sánchez Santamaría  | Argentinischer Botschafter in Südafrika 25. Juni 1962 bis 1963                         | José María Garcia Alvarez de Toledo Gowland |
| 1955–1958: Lorenzo McGovern | Argentinischer Botschafter in Irland 4. März 1966 bis 1966                             | Víctor Enrique Beaugé                       |